# 菲利克斯·桑切斯
菲利克斯·桑切斯·巴斯（西班牙語：Félix Sánchez Bas，1975年12月13日—）是一名西班牙足球教练，目前执教卡塔尔国家足球队。
他职业生涯的大部分时间都在卡塔尔度过，最初是在国家青年队效力，直到2017年被任命为成年队成员。他的球队赢得了2019年亚足联亚洲杯冠军，并进入了2021年美洲金盃的半决赛。2021年年底，他帶領的卡塔爾國家隊在主场打入了首届国际足联阿拉伯杯的半决赛，最终获得第三名。
2023年3月11日，桑切斯与厄瓜多尔国家足球队签订了一份为期四年的主教练合同。

## 榮譽
卡塔尔 U19
- 亞足聯U-19亞洲盃：2014

卡塔尔
- 亞足聯亞洲盃：2019